# 叉牙鮻
叉牙鮻為輻鰭魚綱鯔形目鯔科的其中一種，分布於東南大西洋的南非海域，棲息在沿岸海域、河口，體長可達75公分，可做為食用魚及遊釣魚。

## 擴展閱讀
維基物種上的相關：叉牙鮻